# Acousilaos
Acousilaos est un historien, logographe et mythographe du VIe siècle av. J.-C. Sous son nom circulait dès l’Antiquité une chronique sur les rois d’Argos.

## Biographie
Acousilaos est né à Argos, d'un père nommé Cabras. Selon la Souda, la découverte de tablettes de bronze contenant un texte sur la généalogie divine dans la propriété de son père le décida à écrire pour le reste de sa vie. 

## Œuvre
Auteur d’une généalogie en trois livres, Origines qui reprenait en prose ionienne l’essentiel de l’ouvrage d’Hésiode aux dires des anciens. Il semble aussi avoir rapporté dans cet ouvrage de nombreuses légendes, parfois même les moins connues. Grâce aux scholies et à Clément d'Alexandrie, quarante fragments de son œuvre subsistent, dont un est présent dans Le Banquet de Platon : « Après le Chaos, sont nés ces deux êtres, Gaïa et Éros ». Son récit partait du Chaos originel pour finir à l’époque de la prise de Troie. Il y avait narré aussi des légendes telles entre autres celles sur le premier homme, Phoronée, le cycle des exploits d’Héraclès au jardin des Hespérides gardés par des Harpies, et la mort de Calaïs et Zétès tués à Tinos par Héraclès. 